# Развој светског рекорда на 400 метара у дворани за мушкарце
Први светски рекорд на 400 метара у атлетици у дворани за мушкарце признат је од ИААФ (International Association of Athletics Federations – Међународна атлетска федерација), 1882. године. Први рекорди су мерени ручно (штоперицом).
Од 1900, ИААФ прихватала је резултате мерене ручно и електронским путем за дисциплине трчања на 100, 200 и 400 метара. Од 1. јануара, 1977, ИААФ за ове дисциплине признаје само резултате мерене електронским путем и приказаном времену на стотинке секунде.
ИААФ је до 31. 1. 2018. године ратификовала 6 светских рекорда у мушкој конкуренцији.

## Рекорди мерени ручно 1882–80.
| Ручно | Електронски | Атлетичар          | Земља            | Место                     | Датум              |
| ----- | ----------- | ------------------ | ---------------- | ------------------------- | ------------------ |
| 53,0y |             | Лоренс Мајерс      | Сједињене Државе | Њујорк, САД               | 17. март 1882.     |
| 53,0y |             | Лоренс Мајерс      | Сједињене Државе | Њујорк, САД               | 6. децембар 1884.  |
| 52,8y |             | Џером Бак          | Сједињене Државе | Бруклин, САД              | 13. април 1896.    |
| 52,8y |             | Л. Снедекор        | Сједињене Државе | Њујорк, САД               | 14. јануар 1897.   |
| 52,8y |             | Џером Бак          | Сједињене Државе | Њујорк, САД               | 14. јануар 1897.   |
| 52,6y |             | Пат О'Деа          | Сједињене Државе | Чикаго, САД               | 5. март 26 1898.   |
| 51,8y |             | Макси Лонг         | Сједињене Државе | Њујорк, САД               | 17. новембар 1900. |
| 51,2y |             | Макси Лонг         | Сједињене Државе | Бруклин, САД              | 16. март 1901.     |
| 51,2y |             | Хари Хилман        | Сједињене Државе | Бруклин, САД              | 14. новембар 1903. |
| 50,8y |             | Хари Хилман        | Сједињене Државе | Бруклин, САД              | 15. април 1904.    |
| 50,8y |             | Хари Хилман        | Сједињене Државе | Бруклин, САД              | 16. април 1905.    |
| 49,6y |             | Томас Хапин        | Сједињене Државе | Буфало, САД               | 15. март 1913.     |
| 49,6y |             | Волтер Копич       | Сједињене Државе | Буфало, САД               | 17. март 1923.     |
| 49,6y |             | Алекс Вилсон       | Канада           | Саут Бенд, САД            | 5. март 1932.      |
| 49,3y |             | Алекс Вилсон       | Канада           | Саут Бенд, САД            | 12. март 1932.     |
| 49,0y |             | Реј Елинвуд        | Сједињене Државе | Чикаго, САД               | 7. фебруар 1936.   |
| 48,9y |             | Реј Елинвуд        | Сједињене Државе | Чикаго, САД               | 14. март 1936.     |
| 48,2y |             | Рој Кокран         | Сједињене Државе | Чикаго, САД               | 9. март 1940.      |
| 48,1y |             | Боб Уфер           | Сједињене Државе | Чикаго, САД               | 25. март 1942.     |
| 47,9+ |             | Рој Кокран         | Сједињене Државе | Бронкс, САД               | 25. март 1942.     |
| 47,9y |             | Херб Макенли       | Јамајка          | Чикаго, САД               | 14. март 1947.     |
| 47,9y |             | Дејв Милс          | Сједињене Државе | Блумингтон, САД           | 3. фебруар 1962.   |
| 47,9y |             | Елзи Хигинботом    | Сједињене Државе | Медисон, САД              | 10. фебруар 1962.  |
| 47,9y |             | Елзи Хигинботом    | Сједињене Државе | Бронкс, САД               | 17. фебруар 1962.  |
| 47,9y |             | Елзи Хигинботом    | Сједињене Државе | Минеаполис, САД           | 24. фебруар 1962.  |
| 47,8y |             | Дејв Милс          | Сједињене Државе | Ист Лансинг, САД          | 3. март 1962.      |
| 47,8  |             | Жан-Пјер Бокардо   | Француска        | Штутгарт, Западна Немачка | 14. фебруар 1964.  |
| 47,6y |             | Реј Садлер         | Сједињене Државе | Луивил, САД               | 27. фебруар 1965.  |
| 46,8  |             | Мајк Лараби        | Сједињене Државе | Берлин, Западна Немачка   | 8. април 1965.     |
| 46,2y |             | Томи Смит          | Сједињене Државе | Луивил, САД               | 18. фебруар 1967.  |
| 46,1  |             | Марчело Фјасконаро | Италија          | Ђенова, Италија           | 15. март 1972.     |
| 45,9  |             | Алфонс Бријденбах  | Белгија          | Софија, Бугарска          | 17. фебруар 1974.  |
| 45,9  |             | Михаил Линге       | Совјетски Савез  | Москва, СССР              | 16. фебруар 1980.  |

"y" – време постигнуто на 440 јарди и прихваћено као рекорд на 400 метара
"+" – време измерено као пролазно време у некој дужој дистанци

## Рекорди мерени електронски од 1968.
Рекорди ратификовани од ИААФ-а
| Време  | Атлетичар            | Земља            | Место                         | Датум             | Трајање                       |
| ------ | -------------------- | ---------------- | ----------------------------- | ----------------- | ----------------------------- |
| 47,55‡ | Јан Балачовски       | Пољска           | Мадрид, Шпанија               | 10. март 1968.    | 0 дана                        |
| 47,09‡ | Анджеј Баденски      | Пољска           | Мадрид, Шпанија               | 10. март 1968.    | 2 године и 5 дана             |
| 46,6   | Анджеј Баденски      | Пољска           | Беч, Аустрија                 | 15. март 1970.    | 2 године, 11 месеци и 24 дана |
| 46,6   | Александар Братчиков | Совјетски Савез  | Беч, Аустрија                 | 15. март 1970.    | 2 године, 11 месеци и 24 дана |
| 46,38  | Лучано Сушањ         | Југославија      | Ротердам, Холандија           | 11. март 1973.    | 5 година, 11 месеци и 8 дана  |
| 46,21  | Карел Колар          | Чехословачка     | Беч, Аустрија                 | 25. фебруар 1979. | 1 година, 11 месеци и 13 дана |
| 45,96  | Хартмут Вебер        | Западна Немачка  | Зинделфинген, Западна Немачка | 7. фебруар 1981.  | 3 године и 4 дана             |
| 45,79  | Антонио Макеј        | Сједињене Државе | Гејнсвил, САД                 | 11. фебруар 1984. | 11 месеци и 8 дана            |
| 45,60  | Томас Шенлебе        | Источна Немачка  | Париз, Француска              | 19. јануар 1985.  | 1 месец и 12 дана             |
| 45.56  | Тод Бенет            | Велика Британија | Пиреј, Грчка                  | 3. март 1985.     | 11 месеци и 6 дана            |
| 45,41  | Томас Шенлебе        | Источна Немачка  | Беч, Аустрија                 | 9. фебруар 1986.  | 1 година, 11 месеци и 27 дана |
| 45,05  | Томас Шенлебе        | Источна Немачка  | Зинделфинген, Западна Немачка | 5. фебруар 1988.  | 1 година, 11 месеци и 30 дана |
| 45,02  | Дени Еверет          | Сједињене Државе | Штутгарт, Западна Немачка     | 4. фебруар 1990.  | 5 година и 6 дана             |
| 44,97A | Мајкл Џонсон         | Сједињене Државе | Рено, САД                     | 10. фебруар 1995. | 22 дана                       |
| 44,63  | Мајкл Џонсон         | Сједињене Државе | Атланта, САД                  | 4. март 1995.     | 10 година и 8 дана            |
| 44,57  | Керон Климент        | Сједињене Државе | Фејетвил, САД                 | 12. март 2005.    | 20 година, 2 месеца и 14 дана |

"‡" − Незванично електронско време
"А" – време постигнуто на већој надморској висини